# Canal Nou Internacional
Nou Internacional fue un canal de televisión español propiedad de Radio Televisió Valenciana (RTVV).
A su creación se le atribuye la intencionalidad de acercar la Comunidad Valenciana a los valencianos en el exterior, así como promocionarla en el mundo. Su programación se basó en una mezcla de los contenidos de las tres cadenas autonómicas (Canal Nou, Canal Nou Dos y Canal Nou 24), aunque normalmente con mayor presencia de contenidos de Canal Nou Dos, al ser programas de producción propia. A estos se les sumaron los informativos, que fueron los emitidos en Canal Nou y Canal Nou 24, así como algunos eventos deportivos.
El canal fue creado el 15 de septiembre de 1997 bajo el nombre Canal Comunitat Valenciana (CCV), al mismo tiempo que otros canales autonómicos a través de la plataforma Vía Digital. Posteriormente, el 5 de mayo de 2005, el canal fue rebautizado como TVVi (Televisió Valenciana Internacional). Sus contenidos fueron casi exclusivamente en valenciano. Desde el viernes 16 de julio de 2010, TVVi dejó de emitir por las plataformas de televisión (Satélite Astra) para emitir a través de su página Web, pasando a llamarse Canal Nou Internacional en septiembre de 2010, hasta la medianoche del 28 de febrero de 2011, hora en la que finalizaron sus emisiones.

## Disponibilidad
Su recepción podía llevarse a cabo a través de Internet a través de la web del grupo Radiotelevisión Valenciana y, entre el 19 de marzo de 2010 y el 15 de julio del mismo año, también emitió a través de la TDT en Cataluña, sustituyendo a Canal 9, que había emitido en Cataluña desde el 11 de agosto de 2008, puesto que la Generalidad Valenciana no cumplía el acuerdo de reciprocidad con TV3.

## Imagen corporativa

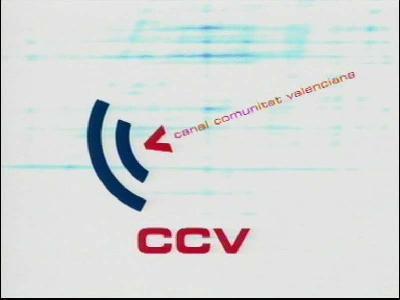
Logotipo de Canal Comunitat Valenciana, predecesora de TVVi, de 1997 a 2005.
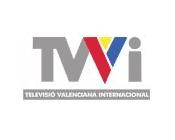
Logotipo de TVVI, predecesora de Canal Nou Internacional, de 2005 a 2008.
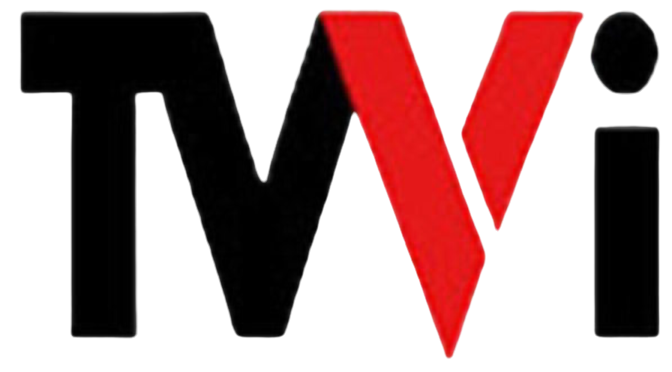
Logotipo de TVVI entre 2008 y 2010.
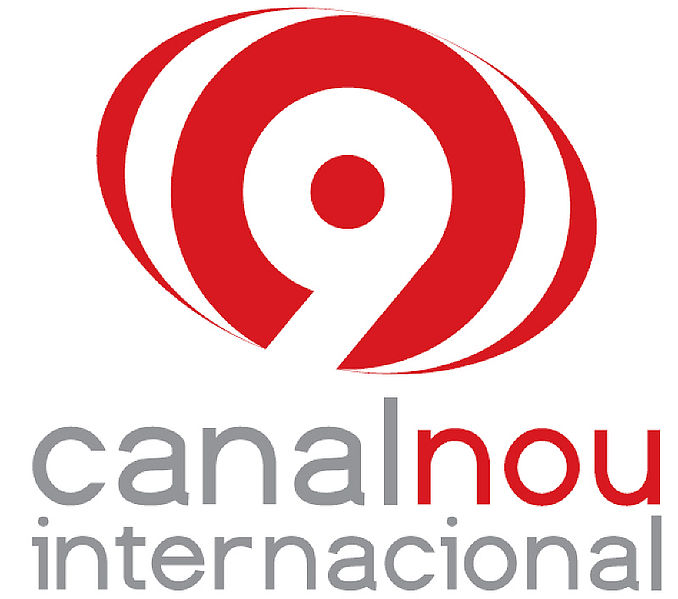
Logotipo de Canal 9 Internacional.
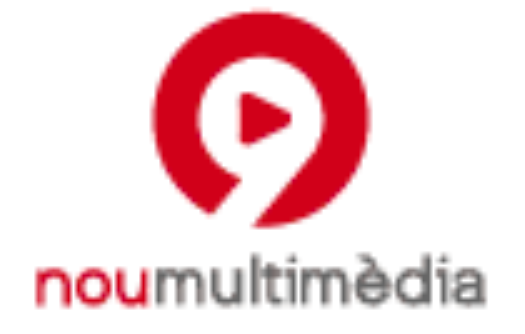
Logotipo del canal online Canal 9 Multimèdia entre 2011 y 2013.
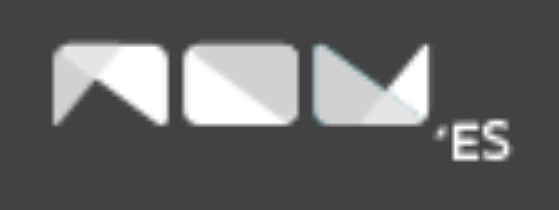
Logotipo del canal online NOU ES entre el 9 de octubre y el 29 de noviembre de 2013.